# Stoltera (Schiff, 1946)
Das Frachtschiff Stoltera war ein Handelsschiff der DDR-Staatsreederei VEB Deutsche Seereederei Rostock (DSR). Es wurde im Ausland angekauft und mit konvertierbaren Devisen aus der durch das Radebeuler Unternehmen VEB Steckenpferd initiierten Steckenpferd-Bewegung bezahlt.

## Geschichte
Das Frachtschiff mit dem späteren Namen Stoltera lief am 9. April 1946 als Baunummer 283 in der Werft Kockums M/V in der schwedischen Hafenstadt Malmö vom Stapel. Im August 1946 wurde es unter dem Namen Nils Gorthon an das Schifffahrtsunternehmen Gorthon Lines mit Sitz in Helsingborg abgeliefert. Es war das erste Schiff einer Serie von vier Schiffen mit nahezu identischen Abmessungen und technischen Daten. Die schwedische Schiffbauindustrie, so auch Kockums in Malmö, reagierte mit dem Ende des Zweiten Weltkrieges auf den Mangel an Schiffsraum. Sie legte eine Kleinserie an Schiffen auf, um die eigenen Reeder zu beliefern. Da das neutrale Schweden ohne Kriegsschäden blieb und es, anders als Deutschland, nicht von Reparationen betroffen war, war eine Realisierung von Schiffsneubauten ohne Materialmangel problemlos möglich. Nach etwas mehr als elfjähriger Einsatzzeit unter schwedischer Flagge war dieser Schiffstyp im Grunde veraltet und wurde zum Verkauf angeboten. Zeitgleich suchte die DDR im Rahmen der Steckenpferd-Bewegung günstige Alttonnageflotte, um eine eigene Hochseehandelsflotte aufzubauen. Während des Kalten Krieges bevorzugten die damals in der DDR Verantwortlichen den Kauf von Schiffen aus eher neutralen Ländern wie Schweden, was damals in den bundesdeutschen Medien Beachtung fand.
Im Zuge der Steckenpferd-Bewegung in der DDR wurde das Schiff im Februar 1959 mit den bereitgestellten Devisen angekauft und am 26. Februar desselben Jahres unter dem Namen Stoltera in den Flottenbestand der Deutschen Seereederei Rostock eingereiht. Benannt wurde es nach der Stoltera, einer markanten Küstenformation der Ostsee westlich von Warnemünde. Erwähnenswert ist das typische Aussehen der in Skandinavien der damaligen Zeit gebauten Schiffe mit den teakholzverkleideten Brückenfronten. Das Schiff wurde überwiegend im Levantedienst eingesetzt.
Am 1. Dezember 1970 wurde es von der Deutschen Seereederei außer Dienst gestellt und an das griechische Unternehmen Pigi & Anthony Alexatos mit Sitz in Piräus verkauft. Der neue Schiffsname lautete Danae IV. Bereits 1972 wurde es unter dem Namen Stolterjo unter zyprischer Flagge mit Heimathafen Famagusta für die Reederei Carital Maritime Co. Ltd. registriert. 1974 wurde das Schiff von Universal Chicago Shipping Co. in Panama erworben. Für ein Jahr wehte die Flagge von Singapur über dem Schiff, ab 1975 fuhr es für denselben Eigentümer kurzzeitig unter panamaischer Flagge, bis es als Gulf Pearl an die Firma Schardscha Shipping Co. Ltd. mit Sitz in Limassol weiterveräußert wurde. Der neue Eigner flaggte das Schiff 1976 nach Schardscha in den Vereinigten Arabischen Emiraten um.
Auf einer Reise von Singapur nach Karatschi im Sommer 1979 geriet das Schiff in einen heftigen Sturm und trug schwere Schäden davon. Am 26. Juni erreichte es den Hafen von Bombay und wurde aufgelegt. Anfang 1980 erwarb die Rotaberry Ltd. London mit Sitz in Schardscha das oberflächlich reparierte Fahrzeug als Earl zum Schrottwert. Am 5. Juli 1980 lief das Schiff mit eigener Kraft in Karatschi ein. Von dort wurde es nach Gadani nordnordwestlich von Karatschi überführt, wo am 27. September 1980 mit der Abwrackung des inzwischen fast 35-jährigen Schiffes begonnen wurde.

## Weitere Schiffe derSteckenpferd-Bewegung
- Frachtschiff Kap Arkona (Übergabedatum an die DSR: 12. November 1958)
- Frachtschiff Stubbenkammer (17. Dezember 1958)
- Frachtschiff Steckenpferd (5. Januar 1959)
- Tankschiff Rositz (28. März 1960)
- Tankschiff Schwarzheide (30. April 1960)
- Tankschiff Lützkendorf (17. Juni 1960)